# Liga dos Campeões da UEFA de 2023–24 – Fase de Grupos
A Fase de grupos da Liga dos Campeões da UEFA de 2023–24 começou em 19 de setembro de 2023 e terminou em 13 de dezembro de 2023. Um total de 32 equipes competiram na fase de grupos para decidir as 16 vagas na fase eliminatória da Liga dos Campeões da UEFA de 2023–24.
Union Berlin e Royal Antwerp fizeram a sua estreia na fase de grupos. Esta foi a primeira participação do clube belga na Taça dos Clubes Campeões Europeus desde a eliminação na primeira eliminatória na temporada 1957-58, e a primeira da equipa alemã. Um total de 15 associações nacionais foram representadas na fase de grupos.
Esta foi a última temporada com o formato de fase de grupos, que foi substituído pelo formato de fase da liga a partir da próxima temporada.
Os horários seguiram o fuso horário CET / CEST.

## Sorteio
O sorteio para a fase de grupos foi realizado em 31 de agosto de 2023. As 32 seleções foram divididas em oito grupos de quatro. Para o sorteio, os times foram divididos em quatro potes, cada um com oito times, com base nos seguintes princípios:
O pote 1 conterá os detentores dos títulos da Liga dos Campeões e da Liga Europa e os campeões das seis principais associações com base em seus coeficientes de associação da UEFA de 2021–22 . Como o Manchester City (campeão da Premier League de 2022–23 ) venceu a Liga dos Campeões da UEFA de 2022–23 , os campeões da Associação 7 (Holanda) Feyenoord entrarão no Pote 1. Os potes 2, 3 e 4 conterão as restantes equipas qualificadas, sendo o seu pote determinado pelo coeficiente de clubes da UEFA (CC). Equipes da mesma associação não podem ser sorteadas no mesmo grupo.

## Formato
Em cada grupo, as equipes jogarão umas contra as outras em ida e volta no formato de ida e volta. As duas melhores equipes de cada grupo avançam para as oitavas de final. Os terceiros colocados serão transferidos para o play-off da fase eliminatória da Liga Europa, enquanto os quartos colocados serão eliminados das competições europeias da temporada.
As equipes são classificadas de acordo com os pontos (3 pontos por vitória, 1 ponto por empate, 0 pontos por derrota). Se duas ou mais equipas estiverem empatadas em pontos, serão aplicados os seguintes critérios de desempate, pela ordem indicada, para determinar a classificação (ver artigo 17.º Igualdade de pontos – fase de grupos, Regulamento da UEFA Champions League):
1. Pontos em confrontos diretos entre as equipes empatadas;
2. Saldo de gols em confrontos diretos entre as equipes empatadas;
3. Gols marcados em confrontos diretos entre as equipes empatadas;
4. Se mais de duas equipes estiverem empatadas, e após a aplicação de todos os critérios de confronto direto acima, um subconjunto de equipes ainda estiver empatado, todos os critérios de confronto direto acima serão reaplicados exclusivamente a esse subconjunto de equipes;
5. Saldo de gols em todos os jogos do grupo;
6. Gols marcados em todos os jogos do grupo;
7. Gols marcados fora em todos os jogos do grupo;
8. Vitórias em todas as partidas do grupo;
9. Vitórias fora em todos os jogos do grupo;
10. Pontos disciplinares (cartão vermelho direto = 3 pontos; duplo cartão amarelo = 3 pontos; único cartão amarelo = 1 ponto);
11. Coeficiente de clubes da UEFA .

Devido à abolição da regra dos gols fora de casa, os gols fora de casa não são mais aplicados como critério de desempate a partir desta temporada. No entanto, o total de gols fora ainda é aplicado como critério de desempate.

## Potes
| Pote 1              | Coef.   |
| ------------------- | ------- |
| Manchester City     | 145.000 |
| Sevilla             | 91.000  |
| Barcelona           | 98.000  |
| Napoli              | 81.000  |
| Bayern de Munique   | 136.000 |
| Paris Saint-Germain | 112.000 |
| Benfica             | 82.000  |
| Feyenoord           | 51.000  |

| Pote 2             | Coef.   |
| ------------------ | ------- |
| Real Madrid        | 121.000 |
| Manchester United  | 104.000 |
| Internazionale     | 96.000  |
| Borussia Dortmund  | 86.000  |
| Atlético de Madrid | 85.000  |
| RB Leipzig         | 84.000  |
| Porto              | 81.000  |
| Arsenal            | 76.000  |

| Pote 3            | Coef.  |
| ----------------- | ------ |
| Shakhtar Donetsk  | 63.000 |
| Red Bull Salzburg | 59.000 |
| Milan             | 50.000 |
| Braga             | 44.000 |
| PSV Eindhoven     | 43.000 |
| Lazio             | 42.000 |
| Estrela Vermelha  | 42.000 |
| København         | 40.500 |

| Pote 4        | Coef.  |
| ------------- | ------ |
| Young Boys    | 34.000 |
| Real Sociedad | 33.000 |
| Galatasaray   | 31.500 |
| Celtic        | 31.000 |
| Newcastle     | 21.914 |
| Union Berlin  | 17.000 |
| Royal Antwerp | 17.000 |
| Lens          | 12.232 |

| Legenda                                                                                    |
| Líderes e vice-líderes de grupo e classifcado às oitavas de final                          |
| 3º lugar e classificado ao Play-off da fase eliminatória da Liga Europa da UEFA de 2023–24 |

## Grupos

### Grupo A
| Pos | Equipe            | Pts | J | V | E | D | GP | GC | SG | Classificado                     |  | BAY | COP | GAL | MCU |
| --- | ----------------- | --- | - | - | - | - | -- | -- | -- | -------------------------------- |  | --- | --- | --- | --- |
| 1   | Bayern de Munique | 16  | 6 | 5 | 1 | 0 | 12 | 6  | +6 | Classificado às oitavas de final |  | —   | 0–0 | 2–1 | 4–3 |
| 2   | København         | 8   | 6 | 2 | 2 | 2 | 8  | 8  | 0  | Classificado às oitavas de final |  | 1–2 | —   | 1–0 | 4–3 |
| 3   | Galatasaray       | 5   | 6 | 1 | 2 | 3 | 9  | 12 | −3 | Transferido para Liga Europa     |  | 1–3 | 2–2 | —   | 3–3 |
| 4   | Manchester United | 4   | 6 | 1 | 1 | 4 | 12 | 15 | −3 | Eliminado                        |  | 0–1 | 1–0 | 2–3 | —   |

| 20 de setembro de 2023 | Galatasaray         | 2 – 2     | København                             | Estádio NEF, Istambul                       |
| 18:45                  | Boey 86' · Tetê 88' | Relatório | Elyounoussi 35' · Diogo Gonçalves 58' | Público: 46 911 Árbitro: BUL Georgi Kabakov |

| 20 de setembro de 2023 | Bayern de Munique                                  | 4 – 3     | Manchester United                 | Allianz Arena, Munique                    |
| 21:00                  | Sané 28' · Gnabry 32' · Kane 53' (pen) · Tel 90+2' | Relatório | Højlund 49' · Casemiro 88', 90+5' | Público: 75 000 Árbitro: SWE Glenn Nyberg |

| 3 de outubro de 2023 | Manchester United | 2 – 3     | Galatasaray                            | Old Trafford, Manchester                   |
| 21:00                | Højlund 17', 67'  | Relatório | Zaha 23' · Aktürkoğlu 71' · Icardi 81' | Público: 73 204 Árbitro: SVK Ivan Kružliak |

| 3 de outubro de 2023 | København   | 1 – 2     | Bayern de Munique     | Estádio Parken, Copenhaga                  |
| 21:00                | Lerager 56' | Relatório | Musiala 67' · Tel 83' | Público: 35 690 Árbitro: ISR Orel Grinfeld |

| 24 de outubro de 2023 | Galatasaray      | 1 – 3     | Bayern de Munique                 | Estádio NEF, Istambul                     |
| 18:45                 | Icardi 30' (pen) | Relatório | Coman 8' · Kane 73' · Musiala 79' | Público: 51 776 Árbitro: ITA Davide Massa |

| 24 de outubro de 2023 | Manchester United | 1 – 0     | København | Old Trafford, Manchester                 |
| 21:00                 | Maguire 72'       | Relatório |           | Público: 73 249 Árbitro: ITA Marco Guida |

| 8 de novembro de 2023 | Bayern de Munique | 2 – 1     | Galatasaray   | Allianz Arena, Munique                     |
| 21:00                 | Kane 80', 86'     | Relatório | Bakambu 90+3' | Público: 75 000 Árbitro: POR António Nobre |

| 8 de novembro de 2023 | København                                                                  | 4 – 3     | Manchester United                           | Estádio Parken, Copenhaga                   |
| 21:00                 | Elyounoussi 45' · Diogo Gonçalves 45+9' (pen) · Lerager 83' · Bardghji 87' | Relatório | Højlund 3', 28' · Bruno Fernandes 69' (pen) | Público: 36 099 Árbitro: LTU Donatas Rumšas |

| 29 de novembro de 2023 | Galatasaray                      | 3 – 3     | Manchester United                                  | Estádio NEF, Istambul                           |
| 18:45                  | Ziyech 29', 62' · Aktürkoğlu 71' | Relatório | Garnacho 11' · Bruno Fernandes 18' · McTominay 55' | Público: 51 733 Árbitro: ESP José María Sánchez |

| 29 de novembro de 2023 | Bayern de Munique | 0 – 0     | København | Allianz Arena, Munique                          |
| 21:00                  |                   | Relatório |           | Público: 75 000 Árbitro: FRA Stéphanie Frappart |

| 12 de dezembro de 2023 | Manchester United | 0 – 1     | Bayern de Munique | Old Trafford, Manchester                 |
| 21:00                  |                   | Relatório | Coman 70'         | Público: 73 073 Árbitro: NOR Espen Eskås |

| 12 de dezembro de 2023 | København   | 1 – 0     | Galatasaray | Estádio Parken, Copenhaga                   |
| 21:00                  | Lerager 58' | Relatório |             | Público: 34 726 Árbitro: ITA Daniele Orsato |

### Grupo B
| Pos | Equipe        | Pts | J | V | E | D | GP | GC | SG  | Classificado                     |  | ARS | PSV | LEN | SEV |
| --- | ------------- | --- | - | - | - | - | -- | -- | --- | -------------------------------- |  | --- | --- | --- | --- |
| 1   | Arsenal       | 13  | 6 | 4 | 1 | 1 | 16 | 4  | +12 | Classificado às oitavas de final |  | —   | 4–0 | 6–0 | 2–0 |
| 2   | PSV Eindhoven | 9   | 6 | 2 | 3 | 1 | 8  | 10 | −2  | Classificado às oitavas de final |  | 1–1 | —   | 1–0 | 2–2 |
| 3   | Lens          | 8   | 6 | 2 | 2 | 2 | 6  | 11 | −5  | Transferido para Liga Europa     |  | 2–1 | 1–1 | —   | 2–1 |
| 4   | Sevilla       | 3   | 6 | 0 | 3 | 3 | 7  | 11 | −4  | Eliminado                        |  | 1–2 | 2–3 | 1–1 | —   |

| 20 de setembro de 2023 | Sevilla    | 1 – 1     | Lens        | Estádio Ramón Sánchez Pizjuán, Sevilha      |
| 21:00                  | Ocampos 9' | Relatório | Fulgini 24' | Público: 33 544 Árbitro: GER Tobias Stieler |

| 20 de setembro de 2023 | Arsenal                                           | 4 – 0     | PSV Eindhoven | Emirates Stadium, Londres                 |
| 21:00                  | Saka 8' · Trossard 20' · Jesus 38' · Ødegaard 70' | Relatório |               | Público: 58 860 Árbitro: GER Felix Zwayer |

| 3 de outubro de 2023 | PSV Eindhoven                  | 2 – 2     | Sevilla                    | Philips Stadion, Eindhoven                  |
| 21:00                | de Jong 86' (pen) · Teze 90+5' | Relatório | Gudelj 68' · En-Nesyri 87' | Público: 34 206 Árbitro: ITA Daniele Orsato |

| 3 de outubro de 2023 | Lens                     | 2 – 1     | Arsenal   | Stade Félix-Bollaert, Lens               |
| 21:00                | Thomasson 25' · Wahi 69' | Relatório | Jesus 14' | Público: 37 040 Árbitro: ITA Marco Guida |

| 24 de outubro de 2023 | Sevilla    | 1 – 2     | Arsenal                      | Estádio Ramón Sánchez Pizjuán, Sevilha    |
| 21:00                 | Gudelj 58' | Relatório | Martinelli 45+4' · Jesus 53' | Público: 39 595 Árbitro: SWE Glenn Nyberg |

| 24 de outubro de 2023 | Lens     | 1 – 1     | PSV Eindhoven | Stade Félix-Bollaert, Lens                 |
| 21:00                 | Wahi 65' | Relatório | Bakayoko 54'  | Público: 38 133 Árbitro: ROU Radu Petrescu |

| 8 de novembro de 2023 | Arsenal                 | 2 – 0     | Sevilla | Emirates Stadium, Londres                  |
| 21:00                 | Trossard 29' · Saka 64' | Relatório |         | Público: 60 024 Árbitro: ROU István Kovács |

| 8 de novembro de 2023 | PSV Eindhoven | 1 – 0     | Lens | Philips Stadion, Eindhoven                  |
| 21:00                 | de Jong 12'   | Relatório |      | Público: 34 200 Árbitro: GER Daniel Siebert |

| 29 de novembro de 2023 | Sevilla                   | 2 – 3     | PSV Eindhoven                                | Estádio Ramón Sánchez Pizjuán, Sevilha    |
| 18:45                  | Ramos 24' · En-Nesyri 47' | Relatório | Saibari 68' · Gudelj 81' (g.c.) · Pepi 90+2' | Público: 29 403 Árbitro: ITA Davide Massa |

| 29 de novembro de 2023 | Arsenal                                                                                   | 6 – 0     | Lens | Emirates Stadium, Londres                      |
| 21:00                  | Havertz 13' · Jesus 21' · Saka 23' · Martinelli 27' · Ødegaard 45+1' · Jorginho 86' (pen) | Relatório |      | Público: 59 987 Árbitro: POR Artur Soares Dias |

| 12 de dezembro de 2023 | Lens                                 | 2 – 1     | Sevilla         | Stade Félix-Bollaert, Lens                |
| 18:45                  | Frankowski 63' (pen) · Fulgini 90+6' | Relatório | Ramos 79' (pen) | Público: 37 456 Árbitro: GER Felix Zwayer |

| 12 de dezembro de 2023 | PSV Eindhoven | 1 – 1     | Arsenal     | Philips Stadion, Eindhoven                  |
| 18:45                  | Vertessen 50' | Relatório | Nketiah 42' | Público: 35 000 Árbitro: GER Tobias Stieler |

### Grupo C
| Pos | Equipe       | Pts | J | V | E | D | GP | GC | SG | Classificado                     |  | RMA | NAP | BRA | UBE |
| --- | ------------ | --- | - | - | - | - | -- | -- | -- | -------------------------------- |  | --- | --- | --- | --- |
| 1   | Real Madrid  | 18  | 6 | 6 | 0 | 0 | 15 | 6  | +9 | Classificado às oitavas de final |  | —   | 4–2 | 3–0 | 1–0 |
| 2   | Napoli       | 10  | 6 | 3 | 1 | 2 | 10 | 9  | +1 | Classificado às oitavas de final |  | 2–3 | —   | 2–0 | 1–1 |
| 3   | Braga        | 4   | 6 | 1 | 1 | 4 | 6  | 12 | −6 | Transferido para Liga Europa     |  | 1–2 | 1–2 | —   | 1–1 |
| 4   | Union Berlin | 2   | 6 | 0 | 2 | 4 | 6  | 10 | −4 | Eliminado                        |  | 2–3 | 0–1 | 2–3 | —   |

| 20 de setembro de 2023 | Real Madrid      | 1 – 0     | Union Berlin | Estádio Santiago Bernabéu, Madrid        |
| 18:45                  | Bellingham 90+4' | Relatório |              | Público: 65 207 Árbitro: NOR Espen Eskås |

| 20 de setembro de 2023 | Braga     | 1 – 2     | Napoli                                | Estádio Municipal, Braga                      |
| 21:00                  | Bruma 84' | Relatório | Di Lorenzo 45+1' · Niakaté 88' (g.c.) | Público: 18 422 Árbitro: NED Serdar Gözübüyük |

| 3 de outubro de 2023 | Union Berlin    | 2 – 3     | Braga                                        | Estádio Olímpico, Berlim                     |
| 18:45                | Becker 30', 37' | Relatório | Niakaté 41' · Bruma 51' · André Castro 90+4' | Público: 73 445 Árbitro: SRB Srđan Jovanović |

| 3 de outubro de 2023 | Napoli                             | 2 – 3     | Real Madrid                                             | Estádio Diego Armando Maradona, Nápoles     |
| 21:00                | Østigård 19' · Zieliński 54' (pen) | Relatório | Vinícius Júnior 27' · Bellingham 34' · Meret 78' (g.c.) | Público: 51 649 Árbitro: FRA Clément Turpin |

| 24 de outubro de 2023 | Braga     | 1 – 2     | Real Madrid                  | Estádio Municipal, Braga                    |
| 21:00                 | Djaló 63' | Relatório | Rodrygo 16' · Bellingham 61' | Público: 29 820 Árbitro: ENG Michael Oliver |

| 24 de outubro de 2023 | Union Berlin | 0 – 1     | Napoli        | Estádio Olímpico, Berlim                  |
| 21:00                 |              | Relatório | Raspadori 65' | Público: 72 062 Árbitro: BIH Irfan Peljto |

| 8 de novembro de 2023 | Napoli       | 1 – 1     | Union Berlin | Estádio Diego Armando Maradona, Nápoles     |
| 21:00                 | Politano 39' | Relatório | Fofana 52'   | Público: 42 449 Árbitro: NED Danny Makkelie |

| 8 de novembro de 2023 | Real Madrid                                         | 3 – 0     | Braga | Estádio Santiago Bernabéu, Madrid             |
| 21:00                 | Brahim Díaz 27' · Vinícius Júnior 58' · Rodrygo 61' | Relatório |       | Público: 68 509 Árbitro: TUR Halil Umut Meler |

| 29 de novembro de 2023 | Real Madrid                                           | 4 – 2     | Napoli                    | Estádio Santiago Bernabéu, Madrid              |
| 21:00                  | Rodrygo 11' · Bellingham 22' · Paz 84' · Joselu 90+4' | Relatório | Simeone 9' · Anguissa 47' | Público: 73 562 Árbitro: FRA François Letexier |

| 29 de novembro de 2023 | Braga     | 1 – 1     | Union Berlin | Estádio Municipal, Braga                    |
| 21:00                  | Djaló 51' | Relatório | Gosens 42'   | Público: 15 855 Árbitro: FRA Clément Turpin |

| 12 de dezembro de 2023 | Napoli                         | 2 – 0     | Braga | Estádio Diego Armando Maradona, Nápoles    |
| 21:00                  | Saatçı 9' (o.g.) · Osimhen 33' | Relatório |       | Público: 37 841 Árbitro: SLO Slavko Vinčić |

| 12 de dezembro de 2023 | Union Berlin             | 2 – 3     | Real Madrid                    | Estádio Olímpico, Berlim                    |
| 21:00                  | Volland 45+1' · Král 85' | Relatório | Joselu 61', 72' · Ceballos 89' | Público: 73 420 Árbitro: SLO Rade Obrenović |

### Grupo D
| Pos | Equipe            | Pts | J | V | E | D | GP | GC | SG | Classificado                     |  | RSO | INT | BEN | SAL |
| --- | ----------------- | --- | - | - | - | - | -- | -- | -- | -------------------------------- |  | --- | --- | --- | --- |
| 1   | Real Sociedad     | 12  | 6 | 3 | 3 | 0 | 7  | 2  | +5 | Classificado às oitavas de final |  | —   | 1–1 | 3–1 | 0–0 |
| 2   | Internazionale    | 12  | 6 | 3 | 3 | 0 | 8  | 5  | +3 | Classificado às oitavas de final |  | 0–0 | —   | 1–0 | 2–1 |
| 3   | Benfica           | 4   | 6 | 1 | 1 | 4 | 7  | 11 | −4 | Transferido para Liga Europa     |  | 0–1 | 3–3 | —   | 0–2 |
| 4   | Red Bull Salzburg | 4   | 6 | 1 | 1 | 4 | 4  | 8  | −4 | Eliminado                        |  | 0–2 | 0–1 | 1–3 | —   |

1. 1 2  Empatado em pontos de confronto direto, saldo de gols e gols marcados e saldo de gols em todas as partidas: Real Sociedad +5, Inter de Milão +3.
2. 1 2  Empatado em pontos de confronto direto, saldo de gols, gols marcados e saldo de gols em todas as partidas. Gols marcados em todos os jogos: Benfica 7, Red Bull Salzburg 4.

| 20 de setembro de 2023 | Benfica | 0 – 2     | Red Bull Salzburg            | Estádio da Luz, Lisboa                        |
| 21:00                  |         | Relatório | Šimić 15' (pen) · Gloukh 51' | Público: 60 917 Árbitro: TUR Halil Umut Meler |

| 20 de setembro de 2023 | Real Sociedad | 1 – 1     | Internazionale | Estádio Anoeta, San Sebastián               |
| 21:00                  | Mendéz 4'     | Relatório | Martínez 87'   | Público: 36 591 Árbitro: ENG Michael Oliver |

| 3 de outubro de 2023 | Red Bull Salzburg | 0 – 2     | Real Sociedad             | Red Bull Arena, Salzburgo                       |
| 18:45                |                   | Relatório | Oyarzabal 7' · Mendéz 27' | Público: 28 227 Árbitro: POL Bartosz Frankowski |

| 3 de outubro de 2023 | Internazionale | 1 – 0     | Benfica | San Siro, Milão                             |
| 21:00                | Thuram 62'     | Relatório |         | Público: 66 573 Árbitro: NED Danny Makkelie |

| 24 de outubro de 2023 | Internazionale                     | 2 – 1     | Red Bull Salzburg | San Siro, Milão                                |
| 18:45                 | Sánchez 19' · Çalhanoğlu 64' (pen) | Relatório | Gloukh 57'        | Público: 71 825 Árbitro: FRA François Letexier |

| 24 de outubro de 2023 | Benfica | 0 – 1     | Real Sociedad | Estádio da Luz, Lisboa                      |
| 21:00                 |         | Relatório | Méndez 63'    | Público: 56 002 Árbitro: FRA Clément Turpin |

| 8 de novembro de 2023 | Real Sociedad                               | 3 – 1     | Benfica        | Estádio Anoeta, San Sebastián               |
| 18:45                 | Merino 6' · Oyarzabal 11' · Barrenetxea 21' | Relatório | Rafa Silva 49' | Público: 36 815 Árbitro: ENG Anthony Taylor |

| 8 de novembro de 2023 | Red Bull Salzburg | 0 – 1     | Internazionale     | Red Bull Arena, Salzburgo                     |
| 21:00                 |                   | Relatório | Martínez 85' (pen) | Público: 30 071 Árbitro: NED Serdar Gözübüyük |

| 29 de novembro de 2023 | Benfica                 | 3 – 3     | Internazionale                                    | Estádio da Luz, Lisboa                        |
| 21:00                  | João Mário 5', 13', 34' | Relatório | Arnautović 51' · Frattesi 58' · Sánchez 72' (pen) | Público: 52 944 Árbitro: LVA Andris Treimanis |

| 29 de novembro de 2023 | Real Sociedad | 0 – 0     | Red Bull Salzburg | Estádio Anoeta, San Sebastián               |
| 21:00                  |               | Relatório |                   | Público: 34 419 Árbitro: UKR Mykola Balakin |

| 12 de dezembro de 2023 | Red Bull Salzburg | 1 – 3     | Benfica                                      | Red Bull Arena, Salzburgo                   |
| 21:00                  | Sučić 57'         | Relatório | Di María 32' · R. Silva 45+1' · Cabral 90+2' | Público: 27 134 Árbitro: GER Daniel Siebert |

| 12 de dezembro de 2023 | Internazionale | 0 – 0     | Real Sociedad | San Siro, Milão                             |
| 21:00                  |                | Relatório |               | Público: 69 010 Árbitro: SUI Sandro Schärer |

### Grupo E
| Pos | Equipe             | Pts | J | V | E | D | GP | GC | SG  | Classificado                     |  | ATM | LAZ | FEY | CEL |
| --- | ------------------ | --- | - | - | - | - | -- | -- | --- | -------------------------------- |  | --- | --- | --- | --- |
| 1   | Atlético de Madrid | 14  | 6 | 4 | 2 | 0 | 17 | 6  | +11 | Classificado às oitavas de final |  | —   | 2–0 | 3–2 | 6–0 |
| 2   | Lazio              | 10  | 6 | 3 | 1 | 2 | 7  | 7  | 0   | Classificado às oitavas de final |  | 1–1 | —   | 1–0 | 2–0 |
| 3   | Feyenoord          | 6   | 6 | 2 | 0 | 4 | 9  | 10 | −1  | Transferido para Liga Europa     |  | 1–3 | 3–1 | —   | 2–0 |
| 4   | Celtic             | 4   | 6 | 1 | 1 | 4 | 5  | 15 | −10 | Eliminado                        |  | 2–2 | 1–2 | 2–1 | —   |

| 19 de setembro de 2023 | Feyenoord                      | 2 – 0     | Celtic | Estádio De Kuip, Roterdão                 |
| 21:00                  | Stengs 45+2' · Jahanbakhsh 76' | Relatório |        | Público: 44 008 Árbitro: BIH Irfan Peljto |

| 19 de setembro de 2023 | Lazio          | 1 – 1     | Atlético de Madrid | Estádio Olímpico, Roma                     |
| 21:00                  | Provedel 90+5' | Relatório | Barrios 29'        | Público: 46 168 Árbitro: SVN Slavko Vinčić |

| 4 de outubro de 2023 | Atlético de Madrid                | 3 – 2     | Feyenoord                      | Estádio Metropolitano, Madrid                  |
| 18:45                | Morata 12', 47' · Griezmann 45+4' | Relatório | Hermoso 7' (g.c.) · Hancko 34' | Público: 61 742 Árbitro: FRA François Letexier |

| 4 de outubro de 2023 | Celtic        | 1 – 2     | Lazio                              | Celtic Park, Glasgow                        |
| 21:00                | Furuhashi 12' | Relatório | Vecino 29' · Pedro Rodríguez 90+5' | Público: 56 063 Árbitro: LTU Donatas Rumšas |

| 25 de outubro de 2023 | Feyenoord                         | 3 – 1     | Lazio                     | Estádio De Kuip, Roterdão                   |
| 18:45                 | Giménez 31', 74' · Zerrouki 45+2' | Relatório | Pedro Rodríguez 83' (pen) | Público: 44 031 Árbitro: GER Tobias Stieler |

| 25 de outubro de 2023 | Celtic                   | 2 – 2     | Atlético de Madrid         | Celtic Park, Glasgow                      |
| 21:00                 | Furuhashi 4' · Palma 28' | Relatório | Griezmann 25' · Morata 53' | Público: 55 844 Árbitro: GER Felix Zwayer |

| 7 de novembro de 2023 | Lazio          | 1 – 0     | Feyenoord | Estádio Olímpico, Roma                     |
| 21:00                 | Immobile 45+1' | Relatório |           | Público: 36 612 Árbitro: SVK Ivan Kružliak |

| 7 de novembro de 2023 | Atlético de Madrid                                            | 6 – 0     | Celtic | Estádio Metropolitano, Madrid                 |
| 21:00                 | Griezmann 6', 60' · Morata 45+2', 76' · Lino 66' · Ñíguez 84' | Relatório |        | Público: 60 863 Árbitro: POL Szymon Marciniak |

| 28 de novembro de 2023 | Lazio             | 2 – 0     | Celtic | Estádio Olímpico, Roma                        |
| 18:45                  | Immobile 82', 85' | Relatório |        | Público: 50 555 Árbitro: TUR Halil Umut Meler |

| 28 de novembro de 2023 | Feyenoord   | 1 – 3     | Atlético de Madrid                                       | Estádio De Kuip, Roterdão                   |
| 21:00                  | Wieffer 77' | Relatório | Geertruida 14' (g.c.) · Hermoso 57' · Giménez 81' (g.c.) | Público: 43 992 Árbitro: ENG Anthony Taylor |

| 13 de dezembro de 2023 | Celtic                              | 2 – 1     | Feyenoord  | Celtic Park, Glasgow                        |
| 21:00                  | Palma 33' (pen) · Lagerbielke 90+1' | Relatório | Minteh 82' | Público: 56 391 Árbitro: FRA Benoît Bastien |

| 13 de dezembro de 2023 | Atlético de Madrid      | 2 – 0     | Lazio | Estádio Metropolitano, Madrid                 |
| 21:00                  | Griezmann 6' · Lino 51' | Relatório |       | Público: 63 574 Árbitro: NED Serdar Gözübüyük |

### Grupo F
| Pos | Equipe              | Pts | J | V | E | D | GP | GC | SG | Classificado                     |  | DOR | PSG | MIL | NEW |
| --- | ------------------- | --- | - | - | - | - | -- | -- | -- | -------------------------------- |  | --- | --- | --- | --- |
| 1   | Borussia Dortmund   | 11  | 6 | 3 | 2 | 1 | 7  | 4  | +3 | Classificado às oitavas de final |  | —   | 1–1 | 0–0 | 2–0 |
| 2   | Paris Saint-Germain | 8   | 6 | 2 | 2 | 2 | 9  | 8  | +1 | Classificado às oitavas de final |  | 2–0 | —   | 3–0 | 1–1 |
| 3   | Milan               | 8   | 6 | 2 | 2 | 2 | 5  | 8  | −3 | Transferido para Liga Europa     |  | 1–3 | 2–1 | —   | 0–0 |
| 4   | Newcastle           | 5   | 6 | 1 | 2 | 3 | 6  | 7  | −1 | Eliminado                        |  | 0–1 | 4–1 | 1–2 | —   |

1. 1 2  Empatado em pontos frente a frente. Diferença de gols no confronto direto: Paris Saint-Germain +2, Milan -2.

| 19 de setembro de 2023 | Milan | 0 – 0     | Newcastle | San Siro, Milão                                 |
| 18:45                  |       | Relatório |           | Público: 65 695 Árbitro: ESP José María Sánchez |

| 19 de setembro de 2023 | Paris Saint-Germain           | 2 – 0     | Borussia Dortmund | Parc des Princes, Paris                        |
| 21:00                  | Mbappé 49' (pen) · Hakimi 58' | Relatório |                   | Público: 47 379 Árbitro: ESP Jesús Gil Manzano |

| 4 de outubro de 2023 | Borussia Dortmund | 0 – 0     | Milan | Signal Iduna Park, Dortmund                   |
| 21:00                |                   | Relatório |       | Público: 81 365 Árbitro: POL Szymon Marciniak |

| 4 de outubro de 2023 | Newcastle                                            | 4 – 1     | Paris Saint-Germain | St. James' Park, Newcastle upon Tyne       |
| 21:00                | Almirón 17' · Burn 39' · Longstaff 50' · Schär 90+1' | Relatório | L. Hernández 56'    | Público: 52 009 Árbitro: ROU István Kovács |

| 25 de outubro de 2023 | Paris Saint-Germain                           | 3 – 0     | Milan | Parc des Princes, Paris                    |
| 21:00                 | Mbappé 32' · Kolo Muani 53' · Lee Kang-in 89' | Relatório |       | Público: 45 962 Árbitro: SVN Slavko Vinčić |

| 25 de outubro de 2023 | Newcastle | 0 – 1     | Borussia Dortmund | St. James' Park, Newcastle upon Tyne           |
| 21:00                 |           | Relatório | Nmecha 45'        | Público: 52 024 Árbitro: POR Artur Soares Dias |

| 7 de novembro de 2023 | Borussia Dortmund         | 2 – 0     | Newcastle | Signal Iduna Park, Dortmund                                |
| 18:45                 | Füllkrug 26' · Brandt 79' | Relatório |           | Público: 81 365 Árbitro: ESP Alejandro Hernández Hernández |

| 7 de novembro de 2023 | Milan                        | 2 – 1     | Paris Saint-Germain | San Siro, Milão                                |
| 21:00                 | Rafael Leão 12' · Giroud 50' | Relatório | Škriniar 9'         | Público: 75 649 Árbitro: ESP Jesús Gil Manzano |

| 28 de novembro de 2023 | Paris Saint-Germain | 1 – 1     | Newcastle | Parc des Princes, Paris                       |
| 21:00                  | Mbappé 90+8' (pen)  | Relatório | Isak 24'  | Público: 46 435 Árbitro: POL Szymon Marciniak |

| 28 de novembro de 2023 | Milan         | 1 – 3     | Borussia Dortmund                                | San Siro, Milão                            |
| 21:00                  | Chukwueze 37' | Relatório | Reus 10' (pen) · Bynoe-Gittens 59' · Adeyemi 69' | Público: 75 292 Árbitro: ROU István Kovács |

| 13 de dezembro de 2023 | Borussia Dortmund | 1 – 1     | Paris Saint-Germain | Signal Iduna Park, Dortmund               |
| 21:00                  | Adeyemi 51'       | Relatório | Zaïre-Emery 56'     | Público: 81 365 Árbitro: SWE Glenn Nyberg |

| 13 de dezembro de 2023 | Newcastle     | 1 – 2     | Milan                       | St. James' Park, Newcastle upon Tyne        |
| 21:00                  | Joelinton 33' | Relatório | Pulišić 59' · Chukwueze 84' | Público: 52 037 Árbitro: NED Danny Makkelie |

### Grupo G
| Pos | Equipe           | Pts | J | V | E | D | GP | GC | SG  | Classificado                     |  | MCI | RBL | YBO | ESV |
| --- | ---------------- | --- | - | - | - | - | -- | -- | --- | -------------------------------- |  | --- | --- | --- | --- |
| 1   | Manchester City  | 18  | 6 | 6 | 0 | 0 | 18 | 7  | +11 | Classificado às oitavas de final |  | —   | 3–2 | 3–0 | 3–1 |
| 2   | RB Leipzig       | 12  | 6 | 4 | 0 | 2 | 13 | 10 | +3  | Classificado às oitavas de final |  | 1–3 | —   | 2–1 | 3–1 |
| 3   | Young Boys       | 4   | 6 | 1 | 1 | 4 | 7  | 13 | −6  | Transferido para Liga Europa     |  | 1–3 | 1–3 | —   | 2–0 |
| 4   | Estrela Vermelha | 1   | 6 | 0 | 1 | 5 | 7  | 15 | −8  | Eliminado                        |  | 2–3 | 1–2 | 2–2 | —   |

| 19 de setembro de 2023 | Young Boys | 1 – 3     | RB Leipzig                              | Stade de Suisse, Berna                   |
| 18:45                  | Elia 33'   | Relatório | Simakan 3' · Schlager 73' · Šeško 90+2' | Público: 31 500 Árbitro: ALB Enea Jorgji |

| 19 de setembro de 2023 | Manchester City              | 3 – 1     | Estrela Vermelha | City of Manchester Stadium, Manchester     |
| 21:00                  | Álvarez 47', 60' · Rodri 73' | Relatório | Bukari 45'       | Público: 50 204 Árbitro: POR João Pinheiro |

| 4 de outubro de 2023 | RB Leipzig | 1 – 3     | Manchester City                      | Red Bull Arena, Leipzig                        |
| 21:00                | Openda 48' | Relatório | Foden 25' · Álvarez 84' · Doku 90+2' | Público: 45 228 Árbitro: POR Artur Soares Dias |

| 4 de outubro de 2023 | Estrela Vermelha        | 2 – 2     | Young Boys                    | Estádio Estrela Vermelha, Belgrado          |
| 21:00                | Ndiaye 35' · Bukari 88' | Relatório | Ugrinić 48' · Itten 61' (pen) | Público: 47 201 Árbitro: SCO William Collum |

| 25 de outubro de 2023 | RB Leipzig                       | 3 – 1     | Estrela Vermelha | Red Bull Arena, Leipzig                                  |
| 21:00                 | Raum 12' · Simons 59' · Olmo 84' | Relatório | Stamenić 70'     | Público: 42 209 Árbitro: ESP José María Sánchez Martínez |

| 25 de outubro de 2023 | Young Boys | 1 – 3     | Manchester City                     | Stade de Suisse, Berna                    |
| 21:00                 | Elia 52'   | Relatório | Akanji 48' · Haaland 67' (pen), 86' | Público: 31 500 Árbitro: DEN Morten Krogh |

| 7 de novembro de 2023 | Manchester City                      | 3 – 0     | Young Boys | City of Manchester Stadium, Manchester       |
| 21:00                 | Haaland 23' (pen), 51' · Foden 45+1' | Relatório |            | Público: 51 049 Árbitro: BEL Erik Lambrechts |

| 7 de novembro de 2023 | Estrela Vermelha    | 1 – 2     | RB Leipzig             | Estádio Estrela Vermelha, Belgrado          |
| 21:00                 | Henrichs 81' (g.c.) | Relatório | Simons 8' · Openda 77' | Público: 41 961 Árbitro: ITA Daniele Orsato |

| 28 de novembro de 2023 | Manchester City                       | 3 – 2     | RB Leipzig      | City of Manchester Stadium, Manchester    |
| 21:00                  | Haaland 54' · Foden 70' · Álvarez 87' | Relatório | Openda 13', 33' | Público: 51 402 Árbitro: SWE Glenn Nyberg |

| 28 de novembro de 2023 | Young Boys                       | 2 – 0     | Estrela Vermelha | Stade de Suisse, Berna                      |
| 21:00                  | Nedeljković 8' (g.c.) · Blum 29' | Relatório |                  | Público: 31 500 Árbitro: NED Danny Makkelie |

| 13 de dezembro de 2023 | RB Leipzig               | 2 – 1     | Young Boys | Red Bull Arena, Leipzig                            |
| 18:45                  | Šeško 51' · Forsberg 56' | Relatório | Colley 53' | Público: 43 331 Árbitro: LTU Manfredas Lukjančukas |

| 13 de dezembro de 2023 | Estrela Vermelha                | 2 – 3     | Manchester City                              | Estádio Estrela Vermelha, Belgrado          |
| 18:45                  | In-Beom Hwang 76' · Katai 90+1' | Relatório | Hamilton 19' · Bobb 62' · Phillips 85' (pen) | Público: 49 443 Árbitro: AZE Aliyar Aghayev |

### Grupo H
| Pos | Equipe           | Pts | J | V | E | D | GP | GC | SG  | Classificado                     |  | BAR | POR | SHK | ANT |
| --- | ---------------- | --- | - | - | - | - | -- | -- | --- | -------------------------------- |  | --- | --- | --- | --- |
| 1   | Barcelona        | 12  | 6 | 4 | 0 | 2 | 12 | 6  | +6  | Classificado às oitavas de final |  | —   | 2–1 | 2–1 | 5–0 |
| 2   | Porto            | 12  | 6 | 4 | 0 | 2 | 15 | 8  | +7  | Classificado às oitavas de final |  | 0–1 | —   | 5–3 | 2–0 |
| 3   | Shakhtar Donetsk | 9   | 6 | 3 | 0 | 3 | 10 | 12 | −2  | Transferido para Liga Europa     |  | 1–0 | 1–3 | —   | 1–0 |
| 4   | Royal Antwerp    | 3   | 6 | 1 | 0 | 5 | 6  | 17 | −11 | Eliminado                        |  | 3–2 | 1–4 | 2–3 | —   |

1. 1 2  Pontos de confronto direto: Barcelona 6, Porto 0.

| 19 de setembro de 2023 | Barcelona                                                              | 5 – 0     | Royal Antwerp | Estádio Olímpico Lluís Companys, Barcelona |
| 21:00                  | João Félix 11', 66' · Lewandowski 19' · Bataille 22' (g.c.) · Gavi 54' | Relatório |               | Público: 40 989 Árbitro: ROU Radu Petrescu |

| 19 de setembro de 2023 | Shakhtar Donetsk | 1 – 3     | Porto                       | Volksparkstadion, Hamburgo (Alemanha)     |
| 21:00                  | Kelsy 13'        | Relatório | Galeno 8', 15' · Taremi 29' | Público: 46 729 Árbitro: ITA Davide Massa |

| 4 de outubro de 2023 | Royal Antwerp            | 2 – 3     | Shakhtar Donetsk               | Bosuilstadion, Antuérpia                    |
| 18:45                | Muja 3' · Balikwisha 33' | Relatório | Sikan 48', 76' · Rakitskiy 71' | Público: 13 509 Árbitro: SVN Rade Obrenovič |

| 4 de outubro de 2023 | Porto | 0 – 1     | Barcelona           | Estádio do Dragão, Porto                    |
| 21:00                |       | Relatório | Ferran Torres 45+1' | Público: 49 722 Árbitro: ENG Anthony Taylor |

| 25 de outubro de 2023 | Barcelona                     | 2 – 1     | Shakhtar Donetsk | Estádio Olímpico Lluís Companys, Barcelona |
| 18:45                 | Ferran Torres 28' · López 36' | Relatório | Sudakov 62'      | Público: 41 409 Árbitro: SVK Ivan Kružliak |

| 25 de outubro de 2023 | Royal Antwerp | 1 – 4     | Porto                                   | Bosuilstadion, Antuérpia                    |
| 21:00                 | Yusuf 37'     | Relatório | Evanilson 46', 69', 84' · Eustáquio 54' | Público: 13 651 Árbitro: FRA Benoît Bastien |

| 7 de novembro de 2023 | Shakhtar Donetsk | 1 – 0     | Barcelona | Volksparkstadion, Hamburgo (Alemanha)     |
| 18:45                 | Sikan 40'        | Relatório |           | Público: 49 147 Árbitro: BIH Irfan Peljto |

| 7 de novembro de 2023 | Porto                            | 2 – 0     | Royal Antwerp | Estádio do Dragão, Porto                      |
| 21:00                 | Evanilson 32' (pen) · Pepe 90+1' | Relatório |               | Público: 44 830 Árbitro: ITA Maurizio Mariani |

| 28 de novembro de 2023 | Shakhtar Donetsk | 1 – 0     | Royal Antwerp | Volksparkstadion, Hamburgo (Alemanha)           |
| 18:45                  | Matviyenko 12'   | Relatório |               | Público: 47 209 Árbitro: POL Bartosz Frankowski |

| 28 de novembro de 2023 | Barcelona                         | 2 – 1     | Porto    | Estádio Olímpico Lluís Companys, Barcelona  |
| 21:00                  | João Cancelo 32' · João Félix 57' | Relatório | Pepê 30' | Público: 43 533 Árbitro: ITA Daniele Orsato |

| 13 de dezembro de 2023 | Porto                                                  | 5 – 3     | Shakhtar Donetsk                                 | Estádio do Dragão, Porto                   |
| 21:00                  | Galeno 9', 43' · Taremi 62' · Pepe 75' · Conceição 82' | Relatório | Sikan 29' · Eustáquio 72' (g.c.) · Eguinaldo 88' | Público: 48 113 Árbitro: ROM István Kovács |

| 13 de dezembro de 2023 | Royal Antwerp                                 | 3 – 2     | Barcelona                      | Bosuilstadion, Antuérpia                 |
| 21:00                  | Vermeeren 2' · Janssen 56' · Ilenikhena 90+2' | Relatório | Ferran Torres 35' · Guiu 90+1' | Público: 13 550 Árbitro: ITA Marco Guida |